# Сент Луси (Флорида)
Сент Луси (енгл. St. Lucie Village) град је у америчкој савезној држави Флорида. По попису становништва из 2010. у њему је живело 590 становника.

## Демографија
Према попису становништва из 2010. у граду је живело 590 становника, што је 14 (2,3%) становника мање него 2000. године.
| Група             | 2000.       | 2010.       |
| Белци             | 574 (95,0%) | 543 (92,0%) |
| Афроамериканци    | 6 (1,0%)    | 11 (1,9%)   |
| Азијати           | 0 (0,0%)    | 3 (0,5%)    |
| Хиспаноамериканци | 14 (2,3%)   | 27 (4,6%)   |
| Укупно            | 604         | 590         |